# Le Défi mortel
Pour les articles homonymes, voir Shalimar (homonymie).
Pour plus de détails, voir Fiche technique et Distribution.
Le Défi mortel ou Shalimar est un film américano-indien réalisé par Krishna Shah, sorti en 1978.

## Fiche technique
- Titre : Le Défi mortel ou Shalimar
- Réalisation : Krishna Shah
- Scénario : Krishna Shah, Kader Khan, Stanford Sherman, Hriday Lani et Momin Khan
- Photographie : Harvey Genkins
- Montage : Amit Bose et Teddy Darvas
- Musique : Rahul Dev Burman et Kersi Lord
- Pays de production : Inde - États-Unis
- Format : Couleurs
- Genre : aventure
- Durée : 137 minutes
- Date de sortie : 1978

## Distribution
- Dharmendra : S.S. Kumar
- Zeenat Aman : Sheila Enders
- Rex Harrison : Sir John Locksley
- Sylvia Miles : Comtesse Rasmussen
- John Saxon : Colonel Columbus
- O. P. Ralhan (en) : K.P.W. Iyengar (Romeo)
- Shammi Kapoor : Dr. Bukhari
- Prem Nath (en) : Raja Bahadur Singh
- Shreeram Lagoo : Tolaram
- Aruna Irani : la prof de danse
- Clyde Chai-Fa : Dogro
- M. B. Shetty (en) : le chef de la tribu
- Jayamalini (en) : Danseuse